# WTA Christchurch
Das WTA Christchurch (offiziell: Colgate International Christchurch) ist ein ehemaliges Damen-Tennisturnier der WTA Tour, das in der Stadt Christchurch, Neuseeland, ausgetragen wurde.

## Siegerliste

### Einzel
| Jahr    | Siegerin         | Finalgegnerin    | Ergebnis |
| ------- | ---------------- | ---------------- | -------- |
| 1971-I  | Evonne Goolagong | Betty Stöve      | 6:1, 6:4 |
| 1971-II | Françoise Dürr   | Billie Jean King | 6:3, 6:0 |
| 1978    | Regina Maršíková | Sylvia Hanika    | 6:2, 6:1 |

### Doppel
| Jahr    | Siegerinnen                   | Finalgegnerinnen                | Ergebnis      |
| ------- | ----------------------------- | ------------------------------- | ------------- |
| 1971-I  | Kathleen Harter Winnie Shaw   | Gail Chanfreau Evonne Goolagong | 6:4, 4:6, 7:5 |
| 1971-II | Rosie Casals Billie Jean King | Judy Dalton Françoise Dürr      | 6:3, 9:8      |
| 1978    | Lesley Hunt Sharon Walsh      | Katja Ebbinghaus Sylvia Hanika  | 6:1, 7:5      |